# My Everything
My Everything drugi je studijski album američke pjevačice Ariane Grande. Diskografska kuća Republic Records objavila ga je 25. kolovoza 2014. godine. Grande je željela da "My Everything" bude kao "evolucija" njezinog debitantskog albuma, Yours Truly (2013); istražuje zrelije teme i žanrove. U produkciji albuma, Ariana je radila s nizom producenata - uključujući Max Martin, Shellback, Benny Blanco, Ryan Tedder, Darkchild, Ilya Salmanzadeh, Zedd i David Guetta, Nakon objavljivanja, album je debitiran na Billboard 200, prodajući 169.000 primjeraka u prvom tjednu. Prvi je put debitirao u Australiji i Kanadi, a vrhunac je u prvih deset od dvadeset zemalja širom svijeta. Od travnja 2018. album je prodao 735.000 primjeraka u SAD-u.

## Uspjeh albuma
"Best mistake" s Big Seanom objavljena je 12. kolovoza 2014. kao promotivni singl za one koji predaju album. Ubrzo nakon objavljivanja, "Best mistake" postigla je broj jedan na Billboardovom Twitteru u stvarnom vremenu i na singlovskoj ploči iTunes. Prodao je 104.000 jedinica u prvom tjednu sletjeti na broj 6 na Digital Songs listi. Također je vrhunac na broju 49 na Billboard Hot 100.

## Singlovi
"Problem", je prvi singl s albuma u kojem je australska reperica Iggy Azalea, na Radio Disney Music Awards 2014., objavio za digitalno preuzimanje kasnije 28. travnja 2014. Pjesma je debitirala na 3. mjestu na Billboardu Hot 100 i prodao 438.000 primjeraka u prvom tjednu, što je pet najvećih debita od strane žena u povijesti. Kasnija vrhunac je na broj 2 na Hot 100, držeći taj položaj za pet uzastopnih tjedana.  Prodano je 3,7 milijuna primjeraka u SAD-u, a potvrdila je sedmodnevnu platinu tvrtke RIAA (Udruga za snimanje industrije Amerike) u ožujku 2016. godine.
"Break Free" drugi singls albuma producenta Zedda za elektronsku glazbu, a objavljen je 2. srpnja 2014. Pjesma je debitirala na broju 15 na Billboard Hot 100 s 161.000 preuzimanja u prvom tjednu. Nakon objavljivanja pjesme u video spotu "Break Free" dospjela je na Hot 100 od broja 18 do broja 4, dok su Arianini Ostali singlovi, "Bang Bang" i "Problem" također ušli u 10 najboljih tjedna, tj. 10, odnosno 7. S tri pjesme u top 10, Ariana Grande postala je druga ženska voditeljica koja je imala tri singla u top 10 od Adelau 2012. godine. Također je dostigla broj 1 na Billboard Dance / Electronic Digital Songs listi. "Break Free" prodao je 1,9 milijuna primjeraka od travnja 2018, a RIAA je certificiran trostruki platinum. 
"Bang Bang", Jessie J, Ariana Grande i Nicki Minajj, najprije su poslane na Hot odrasle suvremene radio stanice 28. srpnja 2014., putem Republic Records,  oznaku koja sadrži sva tri umjetnika, a pušteno je kao digitalno preuzimanje srpnja 2014. preko Republic, a služi kao zajednički singl. Pjesma je debitirana na broj 6, a vrhunac na broj 3 na Hot 100, dok je debitirao na vrhu mjesta u Ujedinjenom Kraljevstvu. Od studenog 2017., "Bang Bang" je certificiran sedmodnevnom platinom od strane RIAA,  i prodao je 3,4 milijuna primjeraka u SAD-u od objavljivanja.
"Love Me Harder", je četvti singl koji ima kanadski PBR & B izvođača The Weeknd, pušten je na raskrižju crossover radiju 30. rujna, 2014. Debitirao je na broju 79, a kasnije nalazio se na broju 7 na Hot 100, čime je Ariana zaslužila titulu umjetnika vrh deset pojedinačno u 2014. Također je postao The Weekndov prvi top ten ulaska u Sjedinjene Države.  Do travnja 2018. pjesma je prodala 1,7 milijuna primjeraka u Sjedinjenim Državama, potvrđena je trostruka platina od strane tvrtke RIAA (Američka udruga za snimanje industrije). 
"One Last Time" objavljen je 10. veljače 2015. kao rijedak crossover i suvremeni hitni radio postaji kao peti i konačni singl. Predstavao je na broju 80 na Hot 100 i vrhunac na broju 13.  Od travnja 2018. "One Last Time" prodan je 881.000 digitalnih jedinica u SAD-u.

## Popis pjesama
| Br. | Skladba                           | Tekstopisac | Trajanje |
| --- | --------------------------------- | --- | -------- |
| 1.  | »Intro«                           | Ariana Grande, Tommy Brown, Victoria McCantsf | 4:01     |
| 2.  | »Problem«                         | Ilya Salmanzadeh, Max Martin, Savan Kotecha, Amethyst Kelly, Grande                                                                                                | 4:54     |
| 3.  | »One Last Time«                   | David Guetta, Kotecha Giorgio, Tuinfort Rami, Yacoub, Carl Falk | 3:56     |
| 4.  | »Why Try«                         | Benjamin Levin, Ryan Tedder, Ammar Malik, Noel Zancanella | 4:14     |
| 5.  | »Break Free«                      | Anton Zaslavski, Martin Kotecha | 3:55     |
| 6.  | »Best Mistake«                    | Sean Anderson, Dwane Weir, Grande | 3:52     |
| 7.  | »Be My Baby«                      | Levin, Magnus August, Høiberg, Theron Thomas, Timothy Thomas, Peder Losnegård                                                                                      | 4:23     |
| 8.  | »Break Your Heart Right Back«     | Kirby Dockery, Andrew "Pop" Wansel, Warren "Oak" Felder, Donald Glover, Bernard Edwards, Nile Rodgers, Steven Jordan, Christopher Wallace, Sean Combs, Mason Betha | 3:20     |
| 9.  | »Love Me Harder«                  | Martin Kotecha, Peter Svensson, Ali Payami, Abel Tesfaye, Ahmad Balshe                                                                                             | 4:21     |
| 10. | »Just a Little Bit of Your Heart« | Harry Styles, Grande | 4:07     |
| 11. | »Hands on Me«                     | Rodney Jerkins, Alicia Renee, Williams Adrianne, Birge Darold Ferguson, Jr.                                                                                        | 3:45     |
| 12. | »My Everything«                   | Grande, Brown, McCants Taylor Parks | 4:05     |